# Прогресс МС-10
Прогресс МС-10 (№ 440, по классификации НАСА Progress 71 или 71P) — транспортный беспилотный грузовой космический корабль (ТГК) серии «Прогресс», который госкорпорация Роскосмос 16 ноября 2018 года запустила с космодрома Байконур для доставки грузов к Международной космической станции (МКС).

## Запуск
Запуск космического грузовика «Прогресс МС-10» планировался на 31 октября 2018 года с космодрома Байконур с помощью ракеты-носителя «Союз-ФГ», но был перенесён в связи с аварией 11 октября 2018 года ракеты-носителя «Союз-ФГ» при запуске транспортного пилотируемого корабля «Союз МС-10».
Одной из задач запуска были дальнейшие испытания «сверхкороткой» схемы вывода корабля, при которой космический корабль находится на переходной орбите не более 4 часов (впервые была осуществлена при запуске «Прогресс МС-09»), однако в итоге была выбрана более традиционная и надёжная двухсуточная схема.
Запуск состоялся с Гагаринского старта 16 ноября 2018 года в 18:14 UTC.

## Стыковка
Стыковка к МКС произведена в автоматическом режиме в 19:30 UTC18 ноября 2018 года к кормовому стыковочному узлу модуля Звезда. Контролировал процесс стыковки находящийся на станции российский космонавт Сергей Прокопьев.

## Груз
Космический грузовой корабль «Прогресс МС-10» доставил на МКС 2450 кг груза и оборудования, в том числе посылки экипажу, продовольствие, 705 кг топлива, 50 кг кислорода и воздуха, 420 кг воды.

## Завершение миссии
Грузовые корабли серии «Прогресс» являются невозвращаемыми. Это означает, что по окончании миссии они штатно сгорают при входе в плотные слои атмосферы Земли на скорости около 27 тысяч километров в час. Космический грузовик «Прогресс МС-10» был отстыкован от МКС 4 июня 2019 года, после чего началось плановое сведение корабля с рабочей орбиты. Вскоре он вошёл в плотные слои атмосферы, отчего начал разрушаться и гореть. Через минуту, несгораемые его части упали на кладбище космических кораблей, в несудоходном районе Тихого океана.